# La Route du devoir (film, 1912)
Pour les articles homonymes, voir La Route du devoir.
Pour plus de détails, voir Fiche technique et Distribution.
La Route du devoir est un film muet français réalisé par Georges Denola, sorti en 1912.

## Fiche technique
- Titre : La Route du devoir
- Réalisation : Georges Denola
- Scénario :
- Photographie :
- Montage :
- Producteur :
- Société de production : Pathé Frères
- Société de distribution :  Pathé Frères
- Pays d'origine :  France
- Langue : film muet avec les intertitres en français
- Format : Noir et blanc — 35 mm — 1,33:1 — Muet
- Genre :
- Métrage :
- Durée :
- Dates de sortie :
  -  France : 1912

## Distribution
- Véra Sergine